# Pterodroma axillaris
Pterodroma axillaris là một loài chim trong họ Procellariidae.
Đây là loài đặc hữu của quần đảo Chatham, New Zealand, và cho đến gần đây được giới hạn trong 218 ha Rangatira hoặc đảo Đông Nam.